# Volin (Dakota del Sud)
Volin è un centro abitato (town) degli Stati Uniti d'America situato nella contea di Yankton nello Stato del Dakota del Sud.  La popolazione era di 161 persone al censimento del 2010.

## Storia
Un ufficio postale chiamato Volin è stato in funzione dal 1887. La città prende il nome da Henry P. Volin, un proprietario di un terreno locale.

## Geografia fisica
Volin è situata a 42°57′28″N 97°10′52″W (42.957852, -97.181049).
Secondo lo United States Census Bureau, ha un'area totale di 0,20 miglia quadrate (0,52 km²).

## Società

### Evoluzione demografica
Secondo il censimento del 2010, c'erano 161 persone.

### Etnie e minoranze straniere
Secondo il censimento del 2010, la composizione etnica della città era formata dal 99,4% di bianchi e lo 0,6% di due o più etnie.